# Срби у Словенији
Срби у Словенији су припадници српског народа који живе на простору Словеније. Представљају другу најбројнију етничку групу у Словенији (после Словенаца). Према попису из 2002. било је 38.964 грађана Словеније који су се изјашљавали као Срби.
Срби највише живе у Средњесловенској регији, где живи 16.528 или 42,42% свих Срба у Словенији, затим у Горењској (14,55% или 5.669) и Савињској регији (10,96% или 4.269). Најмањи број се налази у Помурској регији (226), где представљају свега 0,19% укупне популације и 0,58% свих Срба у Словенији. У Обално-крашкој регији данас живи 3.160 Срба и представљају 3,38% укупне популације регије.
Савет Европе више година захтева од Словеније да призна српски језик као традиционално мањински језик. Године 2013. Срби у Словенији су затражили статус националне мањине. Од школске 2020/21. године српски језик је доступан у словеначким основним школама.

## Историја
Први записи о већем доласку Срба на тло данашње Словеније, почиње за време цељских грофова. Цељски гроф Улрих II Цељски оженио се 20. априла 1434. године са Катарином Кантакузин. Са удајом је добила титулу грофице, a у пратњи су јој биле њене дворске даме, војска и православни монаси, јер се није одрекла свој вере.
Од 1408. године Турци су кренули да нападају и пустоше простор Беле Крајине. Помињу се велики турски удари 1431, 1469, 1472, 1519. и 1528. године. После тога Срби су се на територији Словеније у већем облику почели појављивати од јесени 1530. (Ускоци), када су бјежећи испред Османске најезде населили сјеверну страну Жумберачких планина, а у нешто већем броју почели прелазити Купу и насељавати Белу Крајину. Они тада оснивају седам насеља: Бојанце, Марин До, Адлешићи, Пауновићи, Перудика, Жунићи и Винице.
Године 1880, подигнута је и основна школа, чија се настава одржавала на српском језику, а укинута је 1964. под наводом да нема довољно ученика. Од доласка на ове просторе, православци су живјели изоловано од словеначког друштва. Прије Другог свјетског рата у Дравској бановини, живело је око 7.000 православаца. Црква Ћирила и Методија у Љубљани је освећена 1. децембра 1936. Избијањем рата и по окупацији, већина Срба је отишла у партизане. На Купи се 1942. ствара прва слободна територија у Словенији. Први попис 1948. је показао да у Словенији живи 7.048 Срба и 521 Црногорац.
Најмасовније насељавање Срба у Словенију збило се 70.-тих и 80.-тих година 20. вијека. Од 1948. па до 1991. у Словенију се доселило 111.905 становника, од којих је 22% из Србије, 3% из Црне Горе и 30% из БиХ. Неке процјене које су вршене 1991. су говориле да у Словенији живи око 100.000 православаца.
У Жумбераку је било неколико десетина православних староседелаца. Адам Прибићевић у књизи "Насељавање Срба по Хрватској и Далмацији" у поглављу о насељавању у Вараждинском генералату, наводи податак да је Срба било и у Штајерској, око Марибора и Птуја.

## Аутохтони Срби у Белој Крајини
Белокрајинска општина Чрномељ је једина општина у Словенији са присутним српским староседеоцима од средњег века и српским селима (Адлешићи, Бојанци, Мариндол, Милићи, Пауновићи, Жунићи). Но данас је ситуација другачија. Најмање Срба у Словенији 90-их је било баш у Белој Крајини, Метлика (104).

## Православна заједница у 20. веку
За разлику од Беле Крајине, где су Срби били аутохтони становници, након Првог светског рата дошло је до нових селидба Срба у Словенију. Углавном су то били Срби који су радили у државним пословима, војници, полиција, учитељи, суци и радници. У Православље су прешли и неки Словенци. У касарнама Цеља је било око хиљаду војника православне вере; војници и официри са породицама. Војни каплар Славен Обрадовић је 1919. у крстној књизи записао да је обреде вршио у касарнама или приватним кућама. Године 1922, у Цељу (Краљевина Југославија) установљена је православна црквена општина, која је служила потребама православним верницима и ширити Православље у Словенији. Општина је одмах исказала жељу да постави православну цркву и именује свештеника, који би служио војницима. Свештеник је, у мају 1922, добио молитвени простор у касарни краља Петра у Цељу, док се прикупљали паре за нову цркву. У ту сврху су имали разне акције прикупљања пара па и концерте (Светосавски вечери). Паре су долазиле и из осталих делова Краљевине Југославије (црквене општине, фирме). Градбени материјал за цркву је издвојила општина Цеље са цељским фирмама, док је локација обезбеђена општина Цеље (Гледалишки трг).

#### Православне цркве у Цељу, Љубљани и Марибору
Дана 1. септембра 1929. је мисионар српског патријарха, об присуству заступника краља Александра I Карађорђевића и министрима благословио су темељац нове цркве. Градњу су почели јула следеће године и завршили 1932. године. Црква је посвећена Светом Сави, у спомен на паљење мошти у Београду 27. априла 1594. Цркву је благословио српски патријарх Варнава. Догађај је привукао велику масу народа. Звоно за цркву је улијев у Војно-техничком институту у Крагујевцу, као поклон краљеве војске. Звоно је благословљено 6. септембра 1933. Од 1934 до 1936 дорадили су још околину цркве. Цељска православна општина је била надлежна и за крајеве Лашко, Кршко, Брежице, Шмарје при Јелшах, Коњице, Горњи Град, Словењ Градец и Преваље. Крајем 1936 било је 352 православних породица са 621 чланова (без војника), од којих је било 356 Срба и 208 Словенаца. Цркву је водило троје свештеника. Цељска православна општина је за друге, далеке, локације средила и мање капеле (велике бање, Рогашка Слатина, Тополшица).
Према истим нацртима као за цркву у Цељу, направили су и љубљанску православну цркву (1936) и касније у Марибору (1939). Са црквама су биле отворене и нове две православне општине.
За време Другог светског рата Цеље и Марибор били су под немачком зоном. Због немачке културне политике, где православна црква није била део немачког простора, срушили су их априла 1941. а православне вернике слали у сабирне логоре.
Бољу судбину је имала православна црква у Љубљани, која је потпала под италијанску окупацијску зону. Црква је радила и за време рата.

## Познати Срби у Словенији
- Катарина Бранковић, цељска грофица
- Илија Арнаутовић, архитекта, добитник награде Прешерновог фонда
- Драган Боснић, биолог, политичар и тренер сноубординга
- Зоран Јанковић, пословни човек и политичар, градоначелник Љубљане
- Душан Јовановић, позоришни редитељ, добитник Прешернове награде и награде Прешерновог фонда
- Света Јовановић, сценограф, добитник награде Прешерновог фонда
- Томислав Јовановић - Токац - гитариста, композитор и члан групе Дан Д
- Милада Калезић, глумица[12]
- Бранко Маџаревић, преводилац, добитник награде Прешерновог фонда
- Милена Морача - оперска певачица
- Роберт Пешут - Магнифико, музичар
- Јан Плестењак - певач[13]
- Драгиша Огњановић - оперски певач
- Васа Перовић, архитекта, добитник награде Прешерновог фонда
- Божидар Рашица, архитекта, сценограф и сликар
- Јован Хаџи, зоолог, добитник Прешернове награде
- Споменка Хрибар, писац, социолог и политичар
- Симона Шкрабец, аутор и преводилац

### Спортисти
Кошарка
- Саша Вујачић, кошаркаш
- Миљан Гољовић, кошаркаш
- Лука Дончић, кошаркаш, златна медаља ЕП 2017
- Горан Драгић, кошаркаш, златна медаља ЕП 2017
- Зоран Драгић, кошаркаш
- Жарко Ђуришић, кошаркаш
- Маја Еркић, кошаркашица
- Жељко Загорац, кошаркаш
- Саша Загорац, кошаркаш, златна медаља ЕП 2017
- Небојша Јоксимовић, кошаркаш
- Марко Милић, кошаркаш
- Радослав Нестеровић, кошаркаш
- Алексеј Николић, кошаркаш, златна медаља ЕП 2017
- Митја Николић, кошаркаш
- Теја Облак, кошаркашица (мајка Српкиња)
- Слободан Суботић, кошаркашки тренер
- Радован Трифуновић, кошаркаш
- Александар Ћапин, кошаркаш

Одбојка
- Дејан Винчић, одбојкаш, сребрна медаља ЕП 2015 и 2019
- Урош Павловић, одбојкаш, сребрна медаља ЕП 2015
- Драган Радовић, одбојкаш
- Марина Цветановић, одбојкашица

Рукомет
- Огњен Бацковић, рукометаш, сребрна медаља ЕП 2004
- Ненад Билбија, рукометаш
- Владо Бојовић, југословенски рукометаш, сребрна медаља СП 1982
- Урош Бундало, рукометаш
- Драган Гајић, рукометаш
- Игор Жабић, рукометаш
- Бранка Зец, рукометашица
- Зоран Јовичић, рукометаш, сребрна медаља ЕП 2004
- Миладин Козлина, рукометаш
- Иван Симоновић, рукометаш, сребрна медаља ЕП 2004

Фудбал
- Раденко Мијатовић, председник Фудбалског савеза Словеније
- Миленко Аћимовић, фудбалер
- Златко Заховић, фудбалер
- Бранко Илић, фудбалер
- Бојан Јокић, фудбалер
- Миливоје Новаковић, најбољи фудбалер Словеније 2008. године
- Јан Облак, фудбалер (мајка Српкиња)
- Данило Попивода, фудбалер
- Марко Симеуновић, фудбалер
- Далибор Стевановић, фудбалер
- Славиша Стојановић, фудбалски тренер

Остало
- Марко Вукићевић, српски алпски скијаш
- Весна Ђукић, џудисткиња, олимпијка
- Сара Исаковић, пливачица, сребрна медаља ОИ 2008, златна ЕП 2008, бронзана ЕП 2012
- Горан Јанус, скијашки скакач и тренер репрезентације Словеније
- Дарко Јоргић, стонотенисер, бронзана медаља тимско ЕП 2017
- Веселка Певец, параолимпијска шампионка у стрељаштву ПОИ 2016
- Ана Петрушић, теквондисткиња, сребрна медаља ЕП 2016
- Иван Трајковић, теквондиста, бронзана медаља СП 2013, сребрна ЕП 2012
- Марија Шестак, атлетичарка, бронзана медаља СП 2007, сребрна СП у дворани 2008 и ЕП у дворани 2009